# Strueth
Strueth – miejscowość i gmina we Francji, w regionie Grand Est, w departamencie Górny Ren.
Według danych na rok 1990 gminę zamieszkiwało 281 osób, a gęstość zaludnienia wynosiła 65 osób/km² (wśród 903 gmin Alzacji Strueth plasuje się na 608. miejscu pod względem liczby ludności, natomiast pod względem powierzchni na miejscu 536.).